# 220. Infanterie-Division (Deutsches Kaiserreich)
Die 220. Infanterie-Division war ein Großverband der Preußischen Armee innerhalb des Deutschen Heeres im Ersten Weltkrieg.

## Gefechtskalender
Die Division wurde am 10. Januar 1917 an der Westfront zusammengestellt und war dort bis Kriegsende im Einsatz. Anschließend räumte sie die besetzten Gebiete, trat den Rückmarsch in die Heimat an, wo der Verband bis 22. Januar 1919 demobilisiert und schließlich aufgelöst wurde. Einziger Kommandeur des Großverbandes war Generalmajor/Generalleutnant Hermann von Bassewitz.

### 1917
- 16. Januar bis 15. März – Stellungskämpfe an der Somme
- 17. März bis 1. April – Stellungskämpfe in Flandern und Artois vor der Siegfriedfront
- 02. April bis 20. Mai – Frühjahrsschlacht bei Arras
- 21. Mai bis 5. Oktober – Stellungskämpfe in Flandern und Artois
- 06. Oktober bis 22. November – Schlacht in Flandern
- 23. bis 29. November – Schlacht von Cambrai
- 30. November bis 4. Dezember – Angriffsschlacht bei Cambrai
- ab 5. Dezember – Stellungskämpfe in Flandern und Artois

### 1918
- bis 30. April – Stellungskämpfe in Flandern und Artois
  - 09. bis 18. April – Schlacht bei Armentières
- 01. Mai bis 4. August – Stellungskämpfe in Flandern und Artois
- 05. bis 22. August – Kämpfe vor der Front Ypern-La Bassée
- 23. August bis 2. September – Schlacht bei Monchy-Bapaume
- 03. bis 26. September – Kämpfe vor der Siegfriedfront
- 27. September bis 8. Oktober – Abwehrschlacht zwischen Cambrai und St. Quentin
- 09. Oktober bis 4. November – Kämpfe vor und in der Hermannstellung
  - 24. Oktober bis 4. November – Schlacht um Valenciennes
- 05. bis 11. November – Rückzugskämpfe vor der Antwerpen-Maas-Stellung
- ab 12. November – Räumung des besetzten Gebietes und Marsch in die Heimat

## Gliederung

### Kriegsgliederung vom 22. August 1918
- 4. Garde-Infanterie-Brigade
  - Reserve-Infanterie-Regiment Nr. 55
  - Reserve-Infanterie-Regiment Nr. 99
  - Infanterie-Regiment Nr. 190
  - 4. Eskadron/2. Hannoversches Ulanen-Regiment Nr. 14
- Artillerie-Kommandeur Nr. 220
  - 2. Ober-Elsässisches Feldartillerie-Regiment Nr. 51
  - Fußartillerie-Bataillon Nr. 87
- Pionier-Bataillon Nr. 220
- Divisions-Nachrichten-Kommandeur Nr. 220